# 猎鹰山站
獵鷹山站（羅馬化：Sokolinaya Gora）是莫斯科地鐵莫斯科中央環線的一個車站。

## 圖片

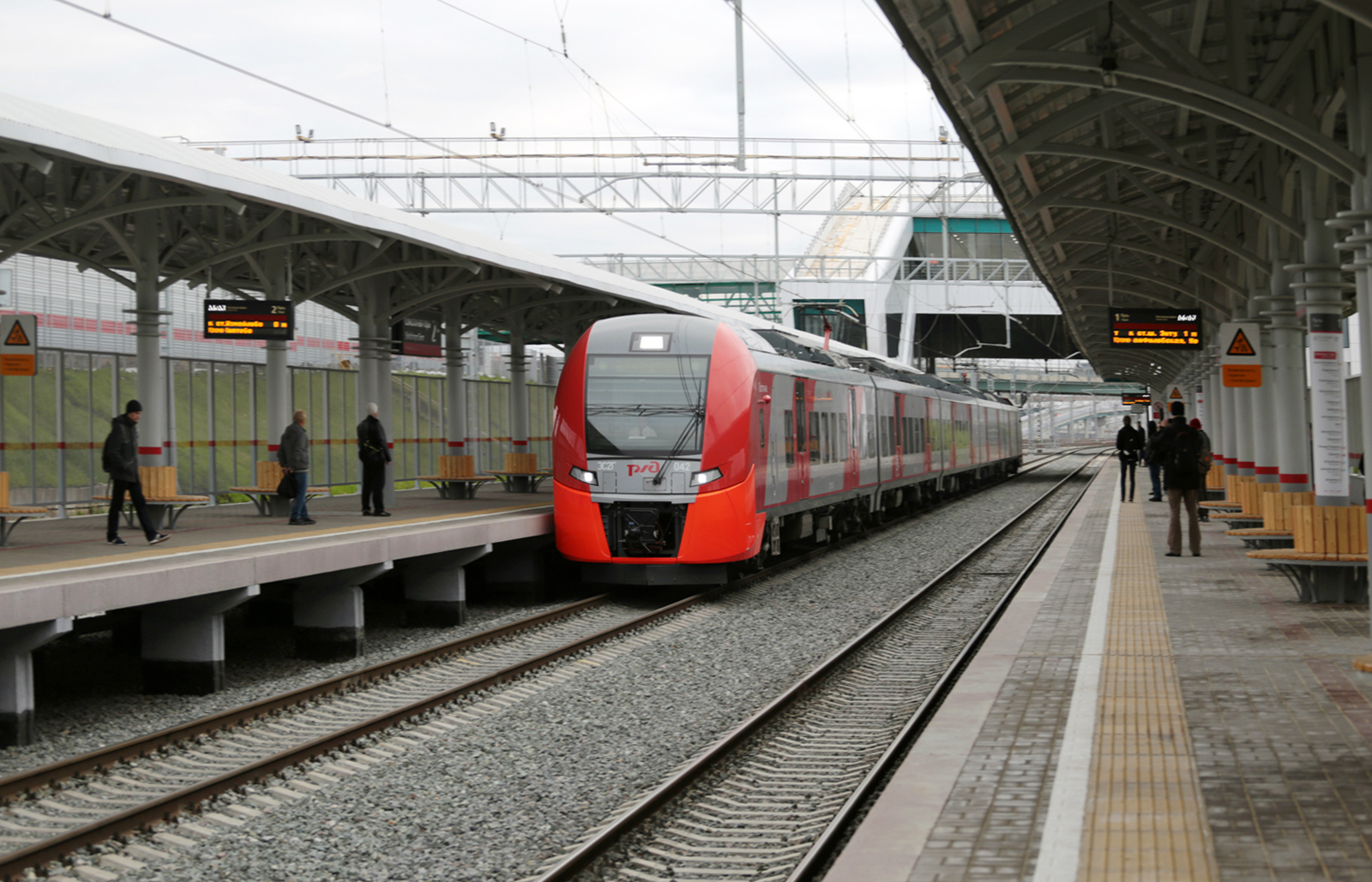
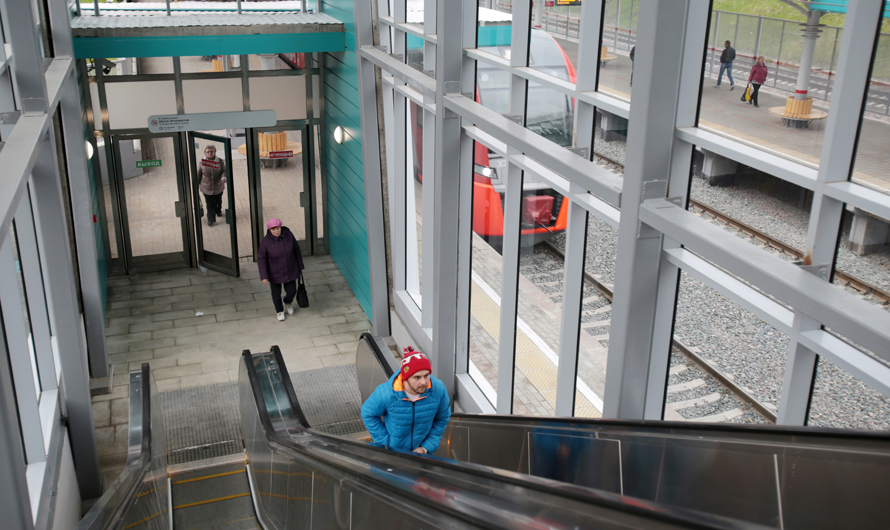
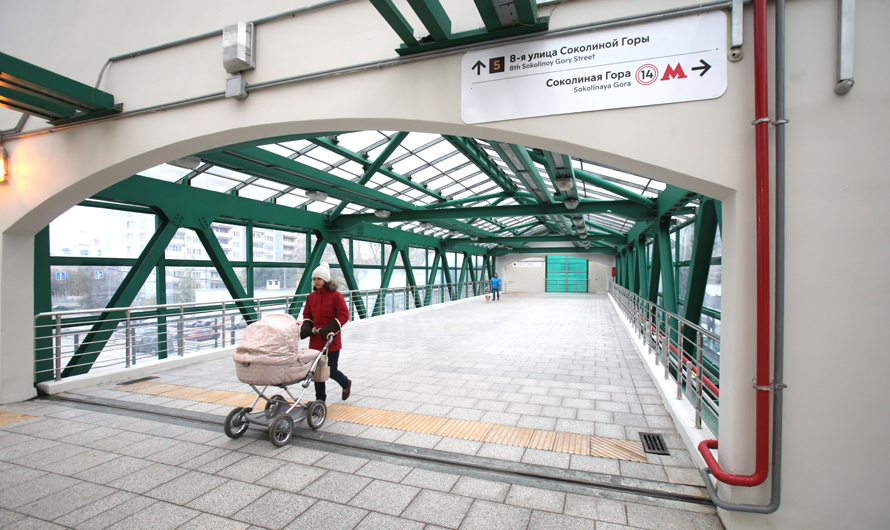

## 外部連結
- mkzd.ru